# Back for the First Time
Back for the First Time prvi je studijski album američkog repera Ludacrisa. Album je objavljen 17. listopada 2000. godine. Na američkoj top ljestvici Billboard 200 debitirao je 4. poziciji, a otkad je objavljen prodan je u 3.1 milijuna primjeraka.

## Popis pjesama
| #  | Naziv                                                                | Producent(i)              | Trajanje |
| -- | -------------------------------------------------------------------- | ------------------------- | -------- |
| 1  | "U Got a Problem?"                                                   | Bangladesh                | 4:55     |
| 2  | "Game Got Switched"                                                  | Organized Noize           | 4:09     |
| 3  | "1st & 10" (zajedno s I-20 i Fate Wilson)                            | Bangladesh                | 3:43     |
| 4  | "What's Your Fantasy" (zajedno s Shawnna i Sessy Melia)              | Bangladesh, Sessy Melia   | 4:35     |
| 5  | "Come on Over" (skeč)                                                |                           | 1:03     |
| 6  | "Hood Stuck"                                                         | Ludacris                  | 4:21     |
| 7  | "Get Off Me" (zajedno s Pastor Troy)                                 | Jermaine Dupri            | 2:45     |
| 8  | "Mouthing Off" (zajedno s 4-IZE)                                     | Ludacris                  | 3:03     |
| 9  | "Stick 'Em Up" (zajedno s UGK)                                       | Bangladesh                | 5:05     |
| 10 | "Ho" (skeč)                                                          |                           | 0:42     |
| 11 | "Ho"                                                                 | Bangladesh                | 2:50     |
| 12 | "Tickets Sold Out" (skeč)                                            |                           | 0:32     |
| 13 | "Catch Up" (zajedno s I-20 i Fate Wilson)                            | Ludacris, Fate Wilson     | 4:14     |
| 14 | "Southern Hospitality"                                               | The Neptunes, Sessy Melia | 5:00     |
| 15 | "What's Your Fantasy (Remix) (zajedno s Trina, Shawnna i Foxy Brown) | Bangladesh                | 4:37     |
| 16 | "Phat Rabbit" (zajedno s Timbaland)                                  | Timbaland                 | 4:58     |

## Top liste
| Top lista (2000.)                    | Završna pozicija |
| ------------------------------------ | ---------------- |
| SAD Billboard Top R&B/Hip-Hop Albums | 2                |
| SAD Billboard 200                    | 4                |